# Alessandro Ciaccio
Alessandro Ciaccio (né le 29 octobre 1818 à Palerme et mort le 7 février 1897 dans la même ville) est un patriote italien du Risorgimento.

## Biographie
Fils de Giuseppe Ciaccio et de Maria Anna Napoli, il était patriote comme son frère cadet plus connu que lui, Francesco Paolo. Il participa à la révolution sicilienne de 1848 et, l'année suivante, partit en exil à Gênes.
Il fit partie de l'expédition des Mille (1860) avec le grade de capitaine.

## Sources
- (it) Cet article est partiellement ou en totalité issu de l’article de Wikipédia en italien intitulé « Alessandro Ciaccio » (voir la liste des auteurs).